# Милейковский, Натан
Натан Милейковский (ивр. נתן מיליקובסקי‎ 15 августа 1879 — 4 февраля 1935) был сионистским политиком, раввином и писателем. Его сын, Бенцион Нетаньяху, стал известным учёным и академиком, а его внук, Биньямин Нетаньяху, является действующим премьер-министром Израиля.

## Биография
Натан Милейковский родился в 1879 году в Крево, Российская империя (ныне Беларусь), который тогда входил в черту оседлости (регион Российской империи, где евреям было разрешено постоянное проживание). Его родителями были Цви Милейковский и Либа Гитель Галеви. Отец Милейковского зарабатывал на жизнь арендой сельскохозяйственного имения в соседней деревне. В 10 лет Милейковский был отправлен в Воложинскую иешиву, где учился восемь лет и был рукоположен.
Ещё в иешиве Милейковский начал выступать с речами и лекциями и установил контакт с сионистским активистом Иегудой Цви Ябзровым, который поощрял его в этой деятельности. В возрасте 20 лет, по просьбе сионистского лидера Иехиэля Членова, Милейковский начал продвигать сионизм в Сибири. В последующие годы он продолжал заниматься сионистской деятельностью и выступал против движения «Бунд» и других социалистических еврейских антисионистских движений. На Шестом сионистском конгрессе Милейковский был среди противников Угандийской программы, несмотря на принадлежность к лагерю Теодора Герцля.
В 1908 году Милейковский переехал в Польшу и стал директором Еврейской гимназии Мордехая Якова Кринского в Варшаве, продолжая продвигать сионизм в Польше. Он посетил сотни городов и считался одним из самых популярных сионистских ораторов. В 1912 году Милейковский переехал в Лодзь, где служил маггидом в сионистской синагоге «Бет Яаков». Он проповедовал на иврите, что было редкостью в то время. В 1913 году газета «Ха-Цефира» сообщила о крупном мероприятии в Лодзи, организованном движением «Мизрахи», и отметила «превосходную речь» раввина Милейковского, произнесённую частично на иврите, частично на идише. По словам его сына, Бенциона Нетаньяху, семья Милейковского была одной из немногих, говоривших на иврите в то время. В 1914 году Милейковский был назначен раввином города Ровно, но после Первой мировой войны остался с семьёй в Лодзи.
В 1920 году Милейковский переселился в Мандатную Палестину со своей женой и семью детьми и стал директором школы «Вилкомиц» в Рош-Пине. В этот период он публиковал различные статьи в еврейской прессе, пропагандирующие еврейское поселение в Галилейском регионе. В некоторых статьях он опубликовал и подписал под именем «Нетаньяху», фамилию, которую позже приняли некоторые из его сыновей.
В 1924 году он переехал со своей семьёй в Иерусалим, и в том же году он отправился в Англию от имени Менахема Уссишкина, чтобы собрать средства для Еврейского национального фонда и Керена Хайесода. После успеха этих кампаний он был отправлен в Соединённые Штаты от имени Еврейского национального фонда. Многочисленные речи Милейковского произвели сильное впечатление на американскую еврейскую общину. В 1926 году газета Dos Yiddishe Folk сообщила, что Милейковский читал лекции в 700 местах в течение девяти месяцев. Раз в год Милейковский посещал Палестину. В 1928 году Милейковский опубликовал несколько своих речей в книге «Нация и государство» (ивр. עם ומדינה‎).
Накануне палестинских беспорядков 1929 года Милейковский вернулся в Палестину, купил землю в Герцлии, на которой он построил ферму, и, кроме того, он активно участвовал в движении поселений «Хитахдут Хайкарим» для частных фермеров.
Милейковский умер от дифтерии в Иерусалиме 4 февраля 1935 года и был похоронен на кладбище Гора Оливы.

## Семья
Натан и его жена Сара Милейковские (урожденная Лурье) имели девятерых детей. Среди них были Бенцион Нетаньяху, отец Идо, Йонатана и Биньямина Нетаньяху, а также Элиша Нетаньяху, муж Шошаны Нетаньяху и отец Натана Нетаньяху.